# Carlo Marangoni
Carlo Giuseppe Matteo Marangoni (Pavia, 29 de abril de 1840 — Florença, 14 de abril de 1925) foi um físico italiano.

## Biografia
Marangoni se formou em 1865 na Universidade de Pavia sob supervisão do físico Giovanni Cantoni com uma dissetação intitulada "Sull' espansione delle gocce liquide" ("Sobre o espalhamento de gotículas líquidas").
Um tempo depois, Carlo se mudou para Florença, onde trabalhou no "Museo di Fisica" (1866) e no Liceo Dante (1870).
O físico estudou principalmente a respeito de superfície em líquidos e é conhecido pelo Efeito Marangoni e pelo Número de Marangoni.

### Morte
Marangoni faleceu em 14 de abril de 1925 aos 84 anos na cidade de Florença, Itália.

## Aspirador e Compressor

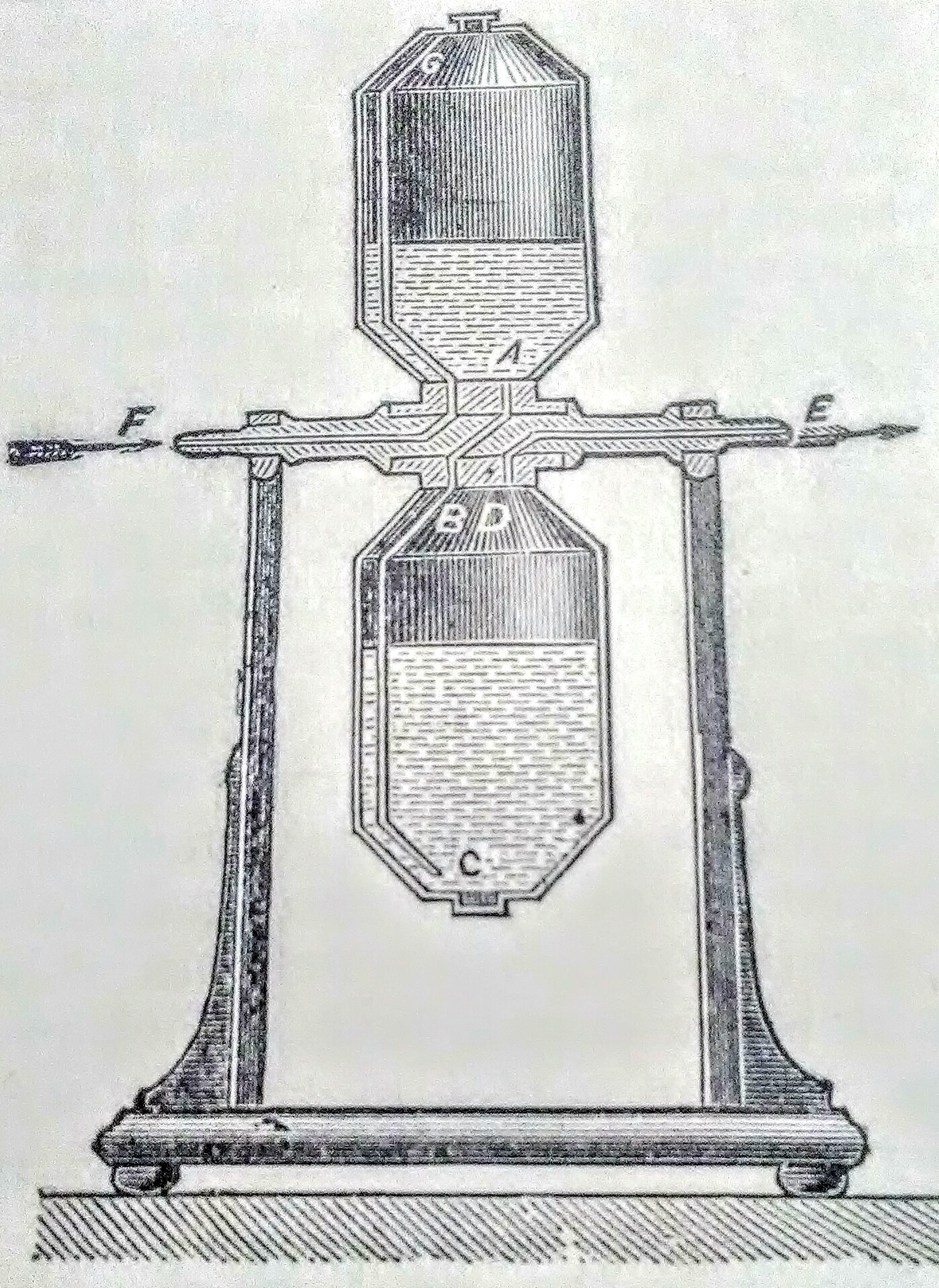
Aspirador e Compressor Carlo Marangoni

Marangoni também ficou conhecido por simplificar o aspirador para a medição de gás. Os aspiradores na época tinham falhas que causavam medições imprecisas causadas pela ascensão de ar ou gás através do líquido descendente. Seus aperfeiçoamentos incluíram um par de vasos presos a um eixo horizontal fixo, FE, que fica sobre dois suportes eretos. O eixo possui várias passagens que conduzem as funções das torneiras. A água do receptáculo acima é liberada no receptáculo inferior pela passagem A, e através do tubo, BC, saindo da extremidade mais baixa em C. O ar dentro do recipiente inferior é omitido pela passagem DE, cortado no eixo, enquanto o ar ou gás é aspirado na mesma proporção pela passagem, FG.